# 11360 Formigine
11360 Formigine (1998 DL14) là một tiểu hành tinh vành đai chính.